# Costa Azul (Fundão)
O Balneário Costa Azul ou simplesmente Costa Azul é um bairro do distrito de Praia Grande, no município brasileiro de Fundão, estado do Espírito Santo.